# Ernst Mayer (Rechtshistoriker)

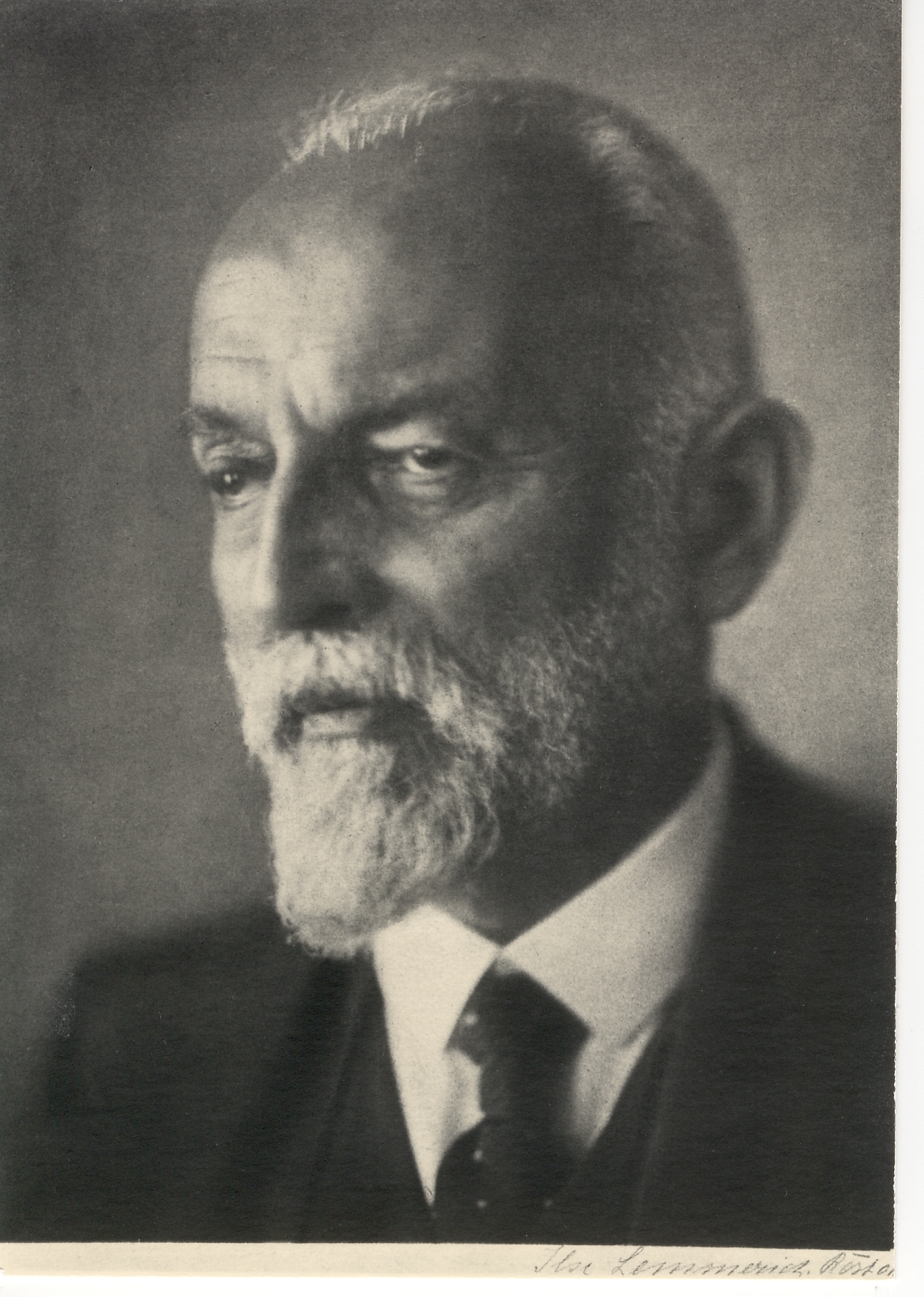
Ernst Mayer (1932)

Ernst Mayer (* 22. Januar 1862 in Algertshausen; † 16. August 1932 in Würzburg) war ein deutscher Rechtshistoriker. Er war Schüler von Konrad Maurer in München und Ordinarius für Deutsche Rechtsgeschichte in Würzburg.

## Herkunft und Werdegang
Mayer war der Sohn des Müllers und Getreidehändlers in Algertshausen und späteren Kaufmanns und Handelsrichters in München, Ernst Johann Mayer (1835–1906) und seiner Ehefrau Emilie Katharina geb. Hemberle (1838–1873) aus Karlsruhe. Von 1873 bis 1879 besuchte Ernst Mayer das Maximiliansgymnasium in München. Sein Großvater war der klassizistische Bildhauer Ernst Mayer.
Ernst Mayer studierte als Maximilaneer ab 1879 Jura an der Ludwig-Maximilians-Universität München unter anderem bei dem Rechtshistoriker Konrad Maurer und promovierte 1884 mit einer von der Juristischen Fakultät der Universität München gekrönten Preisschrift über „Die Kirchen-Hoheitsrechte des Königs von Bayern“. Im gleichen Jahr legte er das erste juristische Staatsexamen ab und wurde Rechtspraktikant. 1886 übertrug man ihm die Vertretung des Lehrstuhls für Deutsche Rechtsgeschichte an der Julius-Maximilians-Universität Würzburg. Nach der Habilitation im gleichen Jahr erhielt er 1887 den Lehrstuhl als Ordinarius, den er 46 Jahre lang, bis zu seinem Tod 1932, innehatte. In den Kriegsjahren 1915/16 war Geheimrat Ernst Mayer, Rector magnificus der Julius-Maximilians-Universität zu Würzburg. Er hielt die Festrede zum 334-jährigen Bestehen der Würzburger Universität, am 11. Mai 1916. Mayer war Träger des Bayerischen Maximiliansordens für Wissenschaft und Kunst.
Seit 1918 war er auch nebenamtlicher Richter am Oberlandesgericht. Im Laufe seines Lebens gehörte er lediglich dem Namen nach verschiedenen politischen Parteien an: zunächst den Alt-Liberalen, für die er vor dem Ersten Weltkrieg im Wahlkreis Kitzingen-Scheinfeld zweimal für den Bayerischen Landtag kandidierte; später der Nationalliberalen Partei.
Er war dann in der Weimarer Republik Mitbegründer der kurzlebigen, überkonfessionellen Bayerischen Volkspartei und stand als Anhänger der Konstitutionellen Monarchie in persönlicher Korrespondenz mit Kronprinz Rupprecht von Bayern. Gelegentlich trat er als Versammlungsredner bei der DNVP auf.
Ernst Mayer war verheiratet mit Karoline geb. Koch (1867–1927) und hatte zwei Söhne und zwei Töchter. Sein ältester Sohn Ernst, Student der Ingenieurwissenschaften, fiel im Ersten Weltkrieg in Frankreich, sein zweiter Sohn Hellmuth Mayer war Professor für Strafrecht und Kriminologie in Rostock und Kiel.
Ernst Mayer selbst war schon vor 1914 Synodaler der Evangelisch-Lutherischen Landeskirche Bayerns, deren Landesbischöfe nach dem 'summus episcopus Prinzip' die katholischen Könige von Bayern waren.

## Werke
Als Mayers Hauptwerke gelten:
die zweibändige Deutsche und französische Verfassungsgeschichte vom 9. bis zum 14. Jahrhundert (1899) – Neudruck Scientia 1968;
die zweibändige Italienische Verfassungsgeschichte von der Gothenzeit bis zur Zunftherrschaft (1909) – Neudruck Scientia 1968;
die Historia de las instituciones sociales y politicas de Espana y Portugal. Durante los siglos V A XIX 1925 – Neudruck Scientia 1991.
Mayer legte großen Wert auf umfangreiches Quellenmaterial, mit dem er seine rechtshistorische Grundthese von der Verfassungs- und Rechtskontinuität zwischen Spätantike und Früh- und Hochmittelalter zu belegen versuchte.
Weitere Werke in Auswahl:
Die Kirchenhoheitsrechte des Königs von Bayern 1883 (Dissertation Preisaufgabe);
Zur Entstehung der Lex Ribuariorum 1886 (Habilitationsschrift);
Bemerkungen zur frühmittelalterlichen insbesondere italienischen Verfassungsgeschichte 1912;
Die Einkleidung im germanischen Rechte 1913;
Geschworenengericht und Inquisitionsprozess 1916;
Altspanisches Obligationenrecht 1920.
Die Festschrift Ernst Mayer zum 70. Geburtstage, unterzeichnet von 64 Fachkollegen und Freunden sowie 8 Institutionen, Weimar 1932

## Auszeichnungen
Mayer war Mitglied der wissenschaftlichen Akademien von Göttingen (1926), Padua, Oslo und Venedig, sowie der Accademia Nazionale dei Lincei in Rom.